# Un raton nommé Rascal
Pour plus de détails, voir Fiche technique et Distribution.
Un raton nommé Rascal (Rascal) est un film américain de Norman Tokar sorti en 1969. Il est tiré du roman Rascal (1963) de Sterling North ayant pour sujet un raton laveur.

## Synopsis
Willard North, âgé de 60 ans, se souvient de son enfance dans le Wisconsin et quand il a recueilli un jeune raton laveur qu'il baptisa Rascal.

## Fiche technique
- Titre original : Rascal
- Titre français : Un raton nommé Rascal
- Réalisation : Norman Tokar assisté de Christopher Hibler, Arthur J. Vitarelli (seconde équipe)
- Scénario : Harold Swanton d'après un livre de Sterling North
- Photographie : William E. Snyder
- Direction artistique : John B. Mansbridge
- Décors : Emile Kuri, Frank R. McKelvy
- Artiste matte : Alan Maley
- Costumes : Rosemary O'Dell (conception), Chuck Keehne, Emily Sundby
- Maquillage : Otis Malcolm
- Coiffure : La Rue Matheron
- Montage : Norman R. Palmer
- Musique : Buddy Baker
  - Orchestrations : Walter Sheets
  - Montage : Evelyn Kennedy
  - Chanson : Bobby Russell (Summer Sweet)
- Effets spéciaux : Eustace Lycett
- Technicien du son : Dean Thomas (mixage)
- Dressage animaux : Henry Cowl, Gerry Lynn Warshauer
- Producteur : James Algar
- Responsable de production : John D. Bloss
- Société de production : Walt Disney Productions
- Société de distribution : Buena Vista Distribution Company
- Pays d'origine : États-Unis
- Format : Couleurs - 1,75:1 - Mono - 35 mm
- Durée : 85 minutes
- Date de sortie : 11 juin 1969

Sauf mention contraire, les informations proviennent des sources suivantes : Leonard Maltin, Mark Arnold, IMDb

## Distribution
- Steve Forrest (VF : Jean Fontaine): Willard North
- Bill Mumy (VF : Thierry Bourdon) : Sterling North
- Pamela Toll (VF : Francine Lainé) : Theo North
- Elsa Lanchester (VF : M Melinand) : Mrs. Satterfield
- Henry Jones (VF : Georges Hubert) : Garth Shadwick
- Bettye Ackerman (VF : Lily Baron) : Miss Whalen
- Jonathan Daly : Rev. Thurman
- John Fiedler : Cy Jenkins
- Richard Erdman (VF : René Renot) : Walt Dabbett
- Herbert Anderson (VF : Jacques Aveline) : Mr. Pringle
- Robert Emhardt (VF : Jean Violette) : Constable
- Steve Carlson (VF : Yves-Marie Maurin) : Norman Bradshaw
- Walter Pidgeon (VF : René Arrieu) : Sterling North (voix)
- Maudie Prickett : Miss Prince-Nez

Source : Leonard Maltin, Dave Smith, Mark Arnold et IMDb

## Sorties au cinéma
Sauf mention contraire, les informations suivantes sont issues de l'Internet Movie Database.
- États-Unis : 11 juin 1969
- Uruguay : 4 juillet 1972 (Montevideo)

## Origine et production
Le scénario du film est tiré d'une histoire écrite par Sterling North, Rascal (1963). Après trois années comme vedette de la série télévisée Perdus dans l'espace (1965-1965), les acteurs Bill Mumy et Guy Williams (Zorro) sont engagés pour ce film. L'acteur Herbert Anderson qui joue Mr. Pringle est surtout connu pour être le père de Denis dans la série Denis la petite peste (1959-1963). Le thème Summer Sweet a été composé par Bobby Russell.

## Sortie et accueil
Un raton nommé Rascal sort le 11 juin 1969. Le film a été diffusé en deux épisodes dans l'émission The Wonderful World of Disney le 11 et le 18 février 1973 sur NBC. Le même jour le moyen métrage Hang Your Hat on the Wind sort en salle.

## Analyse
La carrière de Mumy dont c'est le premier grand rôle au cinéma ne s'est pas améliorée par la suite et il s'est reconverti dans la musique en formant le duo Barnes and Barnes. Ce film est le dernier rôle au cinéma de Herbert Anderson qui a poursuivi sa carrière à la télévision.